# Прапор Вовчанської міської громади
Пра́пор Вовча́нської місько́ї грома́ди — офіційний символ Вовчанської міської громади Чугуївського району Харківської області, затверджений 28 березня 2003 року рішенням сесії колишньої Вовчанської районної ради.

## Опис

Прапор Вовчанської громади (зі стрічкою з 2020 року)

Являє собою прямокутне полотнище (відношення ширини до довжини – 2 до 3) світло-зеленого кольору із зображенням в центральній частині герба району.
Висота гербового щита дорівнює 1/2 ширини прапора. На полотнищі нижче герба зображена геральдична стрічка жовтого кольору з написом «Вовчанський район». Обрамлений золотою бахромою. Прапор  – двосторонній. Навершшя древка являє собою металевий трезуб, закріплюється на циліндричній основі висотою, рівною 1/20 ширини прапора. Метал, з якого виготовляється навершшя (тризуб) – золотий.
Після утворення Вовчанської міської громади в 2020 році напис на стрічці замінено на «Вовчанська міська рада».

## Використання
Символи Вовчанської міської громади після їх затвердження на сесії Вовчанської міської ради набувають легітимності.
Описи та еталонні зображення символів Вовчанської міської громади зберігаються у Вовчанської міській раді. Репродукування та тиражування символів Вовчанської міської громади здійснюється у вигляді кольорового, чорно-білого, графічного а також об’ємного зображення довільного розміру (але з дотриманням пропорцій) у довільній техніці виконання та з різноманітних матеріалів.
Прапор Вовчанської міської громади може підніматися або встановлюватися:
- на будівлі, де працює Вовчанська міська рада;
- в залі, де проводяться сесії Вовчанської міської ради;

- у службовому кабінеті Вовчанського міського голови.

Допускається використання Прапора Вовчанської міської громади:
- при оформленні території Вовчанської міської громади на свята, при проведенні спортивних, культурних та інших масових заходів;
- на грамотах, почесних грамотах, вітальних листах, запрошеннях, посвідченнях, на офіційних паперах та інших офіційних документах, що видаються Вовчанською міською радою;
- в краєзнавчих, наукових, науково-популярних виданнях;
- в експозиціях музеїв та виставок;
- на сувенірах, пам’ятних медалях, що виготовляються на замовлення Вовчанської міської ради або уповноваженого нею органу.

Коли здійснюється одночасне підняття Державного прапора України, прапорів області, району та Прапора Вовчанської міської громади останній не може перевищувати за розмірами Державний прапор України, прапори області, району і розміщується справа від них (з боку глядача). У разі одночасного підняття Прапора Вовчанської міської громади та прапора юрособи (якщо вони розташовані поруч) прапор юрособи повинен не перевищувати розміри Прапора Вовчанської міської громади і розташовуватися справа від нього (з боку глядача).
Прапор Вовчанської міської громади може застосовуватися як звичайний прапор (з вертикальним кріпленням до древка), з додатковим горизонтальним кріпленням (у стаціонарних умовах – в сесійному залі чи кабінеті міського голови) або як хоругви (тільки з горизонтальним кріпленням).
Виключене право на використання символів Вовчанської міської громади належить Вовчанській міській раді. Юридичні та фізичні особи можуть використовувати символіку Вовчанської міської громади лише за рішенням Вовчанської міської ради і лише відповідно до законодавства України та Положенням про символіку.